# Szagarowo (rejon bolszesołdatski)
Szagarowo (ros. Шагарово) – wieś (ros. деревня, trb. dieriewnia) w zachodniej Rosji, w sielsowiecie wołokonskim rejonu bolszesołdatskiego w obwodzie kurskim.

## Geografia
Miejscowość położona jest 12 km od centrum administracyjnego sielsowietu wołokonskiego (Wołokonsk), 12,5 km od centrum administracyjnego rejonu (Bolszoje Sołdatskoje), 53 km od Kurska.

## Demografia
W 2010 r. miejscowość zamieszkiwała 1 osoba.